# Cirill Hortobágyi
Cirill Tamás Hortobágyi (ur. 22 lutego 1959 w Nagytálya) – węgierski prezbiter rzymskokatolicki, benedyktyn, od 2018 opat terytorialny Pannonhalma.

## Życiorys
W 1977 wstąpił do opactwa benedyktyńskiego Pannonhalma i tam 14 sierpnia 1985 złożył śluby wieczyste, a następnego dnia otrzymał święcenia kapłańskie. W latach 1983–1988 studiował w Budapeszcie, a w latach 1988–1989 był przełożonym miejscowej szkoły zakonnej. W latach 1989–1992 oraz 1996–1998 był mistrzem nowicjatu, a w latach 1994–1996 kierował zakonnym liceum. W 1998 wybrany przełożonym opactwa, a 16 lutego 2018 mianowany zwierzchnikiem miejscowego opactwa terytorialnego.